# Рогачёвское староство
Рогачёвское староство (пол. Starostwo Rohaczewskie) — административная единица в составе Речицкого повета Минского воеводства Великого княжества Литовского провинции Речи Посполитой. Центром Рогачёвского староства было местечко Рогачёв.

## История
- С 1556 г. — образование Рогачёвского староства (поместья).
- В 1565—1566 гг. — согласно административно-территориальной реформы включено в Речицкий повет.
- В 1563 г. — трем полоцким шляхтичам вместо занятых российскими войсками поместий, временно, отданы из его состава Звонец и Жлобин.
- В 1576 г. — известно об укреплении оборонного замка в г. Рогачёв, и потери деревень Бохань и Кулиговка.
- В 1654—1667 гг. — разруха, бунт и война из-за вторжения казаков под командованием Золотаренко И. Н. и его брата Золотаренко В. Н.[1].
- В начале господства короля Станислава Августа Понятовского временно в этом старостве проводились суды и сеймики Речицкого повета[2].
- В 1772 г. — земли Рогачевского староства отошла к России, и присоединены к ней в 1793 г..

## Административное деление
- В 1765 г. — согласно Люстрации в составе староства оставалось поместье г. Рогачёв и 27 деревень (весей), всего более 700 дворов (дымов). Оно делилось на Заднепрское (за р. Днепр), Задруцкое (за р. Друть) и Рогачёвское войтовства; деревни (пол. wieś) и «державы» (пол. dzierżawy).
- В составе староства была волость Рогачёвская.

Заднепрское войтовство— дер. Фундаминка, дер. Ниговка, дер. Семёновка, дер. Гадзиловиче, дер. Зборово, дер. Ичежыще, дер. Шапчыце, дер. Крупля, дер. Ходасовиче, дер. Турск.
Задруцкое войтовство— дер. Лучин, дер. Стренки, дер. Заболоце, дер. Хапаны, дер. Заполе, дер. Косцешово, дер. Колосы, дер. Новосце, дер. Задруце.
Рогачевское войтовство— дер. Щибрын, дер. Станков, дер. Староселе, дер. Кисцене, дер. Медера, дер. Виляховка, дер. Тощица, дер. Вищин.
Дзержава Росохи (Росочице)— дер. Росохы.
Дзержава Хлусы— дер. Хлусы, дер. Колесниково, дер. Слобода Дубодзеловска.
Дзержава Головаче— дер. Головаче, дер. Рудня (Микуличе).
Дзержава Лозов— дер. Лозов.
Дзержава Столпня— дер. Столпня, дер. Ухты, дер. Химы.
Дзержава Навитовка и Бабич— дер. Навитовка, дер. Бабиче.
Дзержава Мяркатовиче— дер. Мяркотовиче, дер. Прыклица, дер. Буда Борова, дер. Буда Лёсова, дер. Городек, дер. Ботвиново, дер. Витвица.
Дзержава Луке— дер. Луке, дер. Белица, дер. Красногура Слобода.
Дзержава Сянозонтки— дер. Сянозонтки.

## Старостыинаместники
В должности Рогачёвских старост известны:
- В 1534—1539 гг. — Иван Михайлович[3],
- в 1545 г. — Якубович Михно,
- в 1549—1552 гг. — Попельжинский Павел (арендатор "дзержавца" королевы Бонны Сфорца),
- в 1552 г. — Долмат Богдан (преступник),
- в 1555 г. — Войцехович Мацей,
- в 1556 г. — Грегорий Бака,
- в 1562—1563 гг. — князь Богдан Васильевич Соломерецкий,
- в 1593—1620 гг. — Роман Г. Волович,
- в 1633—1644 гг. — князь Александр Огинский,
- в 1644—1649 гг. — Я. Юдицкий,
- в 1649 г. — Казимир Лев Сапега,
- с 1677 г. — Леонард Габриель Поцей,
- с 1695 г. — его сын Казимир Александр Поцей,
- с 1724 г. — его внук Александр Поцей,
- с 1758 г. — сыновья (его внука) Людвик Поцей,
- с 1771 г. — и Леонард Поцей.